# فرودگاه هرلونگ رکریشنل
فرودگاه هرلونگ رکریشنل (به انگلیسی: Herlong Recreational Airport) یک فرودگاه همگانی بهره‌برداری هوایی است که یک باند فرود آسفالت دارد و طول باند آن ۱۲۱۹ متر است. این فرودگاه در شهر جکسون‌ویل کشور ایالات متحده آمریکا قرار دارد و در ارتفاع ۲۷ متری از سطح دریا واقع شده‌است.